# Masauso Tembo
Masauso Tembo (ur. 25 lutego 1978) – piłkarz zambijski grający na pozycji napastnika.

## Kariera klubowa
Karierę piłkarską Tembo rozpoczął w klubie Zamsure FC. W 1997 roku zadebiutował w jego barwach w zambijskiej Premier League. W 1999 roku odszedł do Zanaco FC, a następnie został zawodnikiem klubu ze Zjednoczonych Emiratów Arabskich, Al-Urooba. W 2001 roku wrócił do Zanaco i grał w nim także w 2002 roku. Przez te 2 lata wywalczył mistrzostwo kraju (2002), Puchar Zambii (2002), Zambian Coca Cola Cup (2001) i Tarczę Dobroczynności (2001).
Od 2003 roku Tembo występował w City of Lusaka. W 2006 roku wyjechał do Malezji i przez sezon grał w tamtejszym Johor FA. W latach 2007–2008 był piłkarzem klubu Lusaka Dynamos (w 2008 roku zdobył z nim Zambian Challenge Cup). Od połowy 2008 roku do końca 2009 roku grał w Angoli, w Atlético Petróleos.

## Kariera reprezentacyjna
W reprezentacji Zambii Tembo zadebiutował w 1997 roku. W 1998 roku rozegrał trzy mecze w Pucharze Narodów Afryki 1998: z Marokiem (1:1), z Egiptem (0:4) i z Mozambikiem (3:1), w którym strzelił gola.
W 2000 roku Tembo został powołany do kadry na Puchar Narodów Afryki 2000. Był rezerwowym i nie wystąpił ani razu.